# Matti (Vorname)
Matti [ˈmɑt.ti] ist ein männlicher Vorname.

## Herkunft und Bedeutung
Matti ist die finnische Variante von Matthäus. Daneben wird er auch als Kurzform von Matthäus oder Matthias verstanden.
Der Name geht auf die Bedeutung „Gabe des Herrn“ oder „Geschenk des Herrn“ zurück.

## Verbreitung
Neben Finnland ist der Name auch in Estland, Schweden und Dänemark verbreitet.
In Deutschland wird der Name vor allem seit den 1990er Jahren vergeben und gewinnt seitdem an Popularität. Im Jahr 2021 belegte er Rang 82 der beliebtesten Jungennamen Deutschlands.

## Namensträger
- Matti Ahde (1945–2019), finnischer Politiker und Sportfunktionär
- Matti Alahuhta (* 1952), finnischer Manager
- Matti Aikio (1872–1929), norwegischer Dichter
- Matti Aura (Politiker, 1943) (1943–2011), finnischer Politiker (Nationale Sammlungspartei), Verkehrsminister
- Matti Braun (* 1968), deutscher Künstler
- Matti Breschel (* 1984), dänischer Radrennfahrer
- Matti Bye (* 1966), schwedischer Musiker und Komponist
- Matti Fagerholm (* 1962), finnischer Rockmusiker, bekannt als Michael Monroe
- Matti Geschonneck (* 1952), deutscher Regisseur
- Matti Goldschmidt (* 1951), österreichisch-israelischer Choreograph und Autor
- Matti Hagman  (1955–2016), finnischer Eishockeyspieler
- Matti Hakala (* 1984), finnischer Biathlet
- Matti Hautamäki (* 1981), finnischer Skispringer
- Matti Heikkinen (* 1983), finnischer Skilangläufer
- Matti Helminen (* 1975), finnischer Radrennfahrer
- Matti Järvinen (1909–1985), finnischer Speerwerfer
- Matti Y. Joensuu (1948–2011), finnischer Journalist und Autor
- Matti Kärki (* 1972), schwedischer Metalsinger
- Matti Keinonen (1941–2021), finnischer Eishockeyspieler und -trainer
- Matti Klemm (* 1975), deutscher Radio-, Fernseh- und Synchronsprecher
- Matti Klinga (* 1994), finnischer Fußballspieler
- Matti Klinge (1936–2023), finnischer Historiker
- Matti Krause (* 1986), deutscher Schauspieler, Hörspiel- und Synchronsprecher
- Matti Kuparinen (* 1984), finnischer Eishockeyspieler
- Matti Laakso (1939–2020), finnischer Ringer
- Matti Lähde (1911–1978), finnischer Skilangläufer
- Matti Langer (* 1990), deutscher Fußballspieler
- Matti Lehikoinen (* 1984), finnischer Mountainbikefahrer
- Matti Lehtinen (1922–2022), finnischer Baritonsänger
- Matti Närhi (* 1975), finnischer Speerwerfer
- Matti Nykänen (1963–2019), finnischer Skispringer
- Matti Oivanen (* 1986), finnischer Volleyballspieler
- Matti Paasivuori (1866–1937), finnischer Politiker
- Matti Pajari (* 1979), finnischer Radrennfahrer
- Matti Pellonpää (1951–1995), finnischer Schauspieler
- Matti Pietikäinen (1927–1967), finnischer Skispringer
- Matti Pitkänen (* 1951), finnischer Skilangläufer
- Matti Puhakka (1945–2021), finnischer Politiker
- Matti Raivio (1893–1957), finnischer Skilangläufer
- Matti Rantanen (Musiker) (* 1952), finnischer Akkordeonist
- Matti Rantanen (Rallyefahrer) (* 1981), finnischer Rallyefahrer
- Matti Repo (* 1959), finnischer Bischof
- Matti Rönkä (* 1959), finnischer Journalist und Krimiautor
- Matti Salminen (* 1945), finnischer Opernsänger
- Matti Schindehütte (* 1975), deutsch-finnischer Pfarrer und Filmproduzent
- Matti Siimanainen (1920–2010), finnischer Ringer
- Matti Sippala (1908–1997), finnischer Speerwerfer
- Matti Vanhanen (* 1955), finnischer Politiker
- Nikolaus Matti Abdalahad (* 1970), syrischer Geistlicher und Patriarchalvikar